# Hoa hậu Việt Nam 2024
Hoa hậu Việt Nam 2024 là cuộc thi Hoa hậu Việt Nam lần thứ 19 do Báo Tiền Phong phối hợp cùng Công ty TNHH Hoàng Thành Media. Cuộc thi được diễn ra với chủ đề Rạng rỡ Việt Nam. Đêm chung kết diễn ra vào ngày 27 tháng 6 năm 2025 tại Sân khấu mặt nước, sông Hương, Cố đô Huế, Thành phố Huế. Hoa hậu Việt Nam 2022 - Huỳnh Thị Thanh Thủy đến từ Đà Nẵng đã trao lại vương miện cho người kế nhiệm là Hà Trúc Linh đến từ Phú Yên vào cuối chung kết. Đây cũng là năm đầu tiên cuộc thi Hoa hậu Việt Nam diễn ra khi không còn sự phối hợp của Báo Tiền Phong và Công ty TNHH Quảng cáo Thương mại Sen Vàng và cũng là năm đầu tiên cuộc thi có Chương trình truyền hình thực tế phối hợp cùng Hương Giang Entertainment sản xuất, đây cũng là năm đầu tiên cuộc thi được diễn ra vào năm lẻ.

## Thông tin cuộc thi

### Thay đổi
- Đây là năm đầu tiên cuộc thi được diễn ra sau khi ngừng hợp tác cùng Công ty TNHH Quảng cáo Thương mại Sen Vàng và ban tổ chức đã thông báo đơn vị phối hợp mới là Hoàng Thành Media và Hương Giang Entertainment sẽ hỗ trợ sản xuất.[7]
- Đây cũng là năm đầu tiên của cuộc thi có Chương trình Truyền hình thực tế được phát sóng trên FPT Play, YouTube và VTV2 vào Thứ 7 hàng tuần từ ngày 12/4/2025.[8]

### Điều kiện dự thi
- Đối tượng dự thi năm nay của Hoa hậu Việt Nam là các nữ công dân Việt Nam có độ tuổi từ 18 đến 27. Các thí sinh đã đạt danh hiệu Hoa hậu, Á hậu, Hoa khôi, Á khôi, Người đẹp Nhất, Nhì, Ba tại các cuộc thi sắc đẹp cấp tỉnh, thành, ngành và khu vực diễn ra trong năm 2023 hoặc 2024 sẽ được đặc cách vào vòng thi Chung khảo, nếu thí sinh đó phù hợp các quy định về nhân trắc cũng như các quy định khách quan ở điều kiện dự thi.[9]
- Hoa hậu Việt Nam 2024 vẫn giữ nguyên thể lệ yêu cầu thí sinh có vẻ đẹp tự nhiên, chưa từng qua giải phẫu thẩm mỹ, chưa từng qua chuyển đổi giới tính, chưa từng lập gia đình, chưa sinh con…

## Kết quả

### Thứ hạng
| Kết quả               | Thí sinh |
| Hoa hậu Việt Nam 2024 | - 687 – Hà Trúc Linh |
| Á hậu 1               | - 220 – Trần Ngọc Châu Anh |
| Á hậu 2               | - 136 – Nguyễn Thị Vân Nhi (§) |
| Top 5                 | - 870 – Hồ Ngọc Phương Linh - 983 – Phạm Thùy Dương                                                                                  |
| Top 10                | - 146 – Bùi Thùy Nhiên - 238 – Nguyễn Phương Nhi - 625 – Nguyễn Hoàng Mỹ Vân - 856 – Đinh Hoàng Linh Đan - 926 – Nguyễn Thị Thu Hằng |
| Top 15                | - 531 – Đoàn Thị Diệu Huyền - 547 – Hoàng Thị Hiền Nhi - 588 – Trần Minh Thu - 658 – Trần Thị Huyền Cơ - 882 – Phạm Thị Thanh Xuân   |

(§) - Thí sinh được vào thẳng Top 15 do chiến thắng giải thưởng Người đẹp được yêu thích nhất.

### Các giải thưởng phụ
| Giải thưởng                       | Thí sinh                    |
| --------------------------------- | --------------------------- |
| Người đẹp được yêu thích nhất     | - 136 – Nguyễn Thị Vân Nhi  |
| Đại sứ Nhân ái                    | - 238 – Nguyễn Phương Nhi   |
| Đại sứ Du lịch và Môi trường      | - 983 – Phạm Thùy Dương     |
| Đại sứ Truyền thông và Nghệ thuật | - 625 – Nguyễn Hoàng Mỹ Vân |
| Đại sứ Thể thao và Thời trang     | - 856 – Đinh Hoàng Linh Đan |

### Thứ tự công bố
| 1. Phạm Thị Thanh Xuân 2. Đinh Hoàng Linh Đan 3. Đoàn Thị Diệu Huyền 4. Bùi Thùy Nhiên 5. Hà Trúc Linh 6. Trần Thị Huyền Cơ 7. Nguyễn Hoàng Mỹ Vân 8. Hồ Ngọc Phương Linh 9. Trần Minh Thu 10. Nguyễn Phương Nhi 11. Trần Ngọc Châu Anh 12. Phạm Thùy Dương 13. Nguyễn Thị Thu Hằng 14. Hoàng Thị Hiền Nhi 15. Nguyễn Thị Vân Nhi | 1. Đinh Hoàng Linh Đan 2. Bùi Thùy Nhiên 3. Hà Trúc Linh 4. Nguyễn Hoàng Mỹ Vân 5. Nguyễn Thị Vân Nhi 6. Hồ Ngọc Phương Linh 7. Nguyễn Phương Nhi 8. Trần Ngọc Châu Anh 9. Phạm Thùy Dương 10. Nguyễn Thị Thu Hằng | 1. Hà Trúc Linh 2. Nguyễn Thị Vân Nhi 3. Hồ Ngọc Phương Linh 4. Trần Ngọc Châu Anh 5. Phạm Thùy Dương | 1. Trần Ngọc Châu Anh 2. Nguyễn Thị Vân Nhi 3. Hà Trúc Linh |

## Phần thi phụ

### Người đẹp được yêu thích nhất
Thí sinh chiến thắng giải thưởng Người đẹp được yêu thích nhất sẽ tiến thẳng Top 15.
| Kết quả     | Thí sinh                      | Điểm bình chọn |
| Chiến thắng | - 136 – Nguyễn Thị Vân Nhi    | 140,309        |
| Top 5       | - 983 – Phạm Thùy Dương       | 123,545        |
| Top 5       | - 926 – Nguyễn Thị Thu Hằng   | 116,114        |
| Top 5       | - 856 – Đinh Hoàng Linh Đan   | 105,126        |
| Top 5       | - 964 – Phùng Thị Hương Giang | 97,367         |

### Đại sứ Truyền thông và Nghệ thuật
Thí sinh chiến thắng giải thưởng Đại sứ Truyền thông và Nghệ thuật sẽ tiến thẳng Top 10.
| Kết quả     | Thí sinh                                                                                                |
| Chiến thắng | - 625 – Nguyễn Hoàng Mỹ Vân                                                                             |
| Top 5       | - 136 – Nguyễn Thị Vân Nhi - 220 – Trần Ngọc Châu Anh - 238 – Nguyễn Phương Nhi - 983 – Phạm Thùy Dương |

## Ban giám khảo
| Họ và tên            | Nghề nghiệp, Danh hiệu                                                                                         | Vai trò              | Vòng xuất hiện         |
| -------------------- | --- | -------------------- | ---------------------- |
| Trần Hữu Việt        | Ủy viên Ban chấp hành, Trưởng ban Nhà văn trẻ Hội Nhà văn Việt Nam, Trưởng ban Văn hóa – Văn nghệ báo Nhân Dân | Trưởng ban giám khảo | Tất cả                 |
| Huỳnh Thị Thanh Thủy | Hoa hậu Quốc tế 2024 Hoa hậu Việt Nam 2022                                                                     | Thành viên           | Chung khảo + Chung kết |
| Hoàng Việt Trung     | Giám đốc Trung tâm Bảo tồn Di tích Cố đô Huế Phó Trưởng ban Tổ chức Festival Huế                               | Thành viên           | Tất cả                 |
| Nguyễn Việt Khôi     | Phó Hiệu trưởng Trường Khoa học liên ngành và Nghệ thuật, Đại học Quốc gia Hà Nội                              | Thành viên           | Tất cả                 |
| Đặng Diễm Quỳnh      | Phó Trưởng ban Văn nghệ, Đài Truyền hình Việt Nam                                                              | Thành viên           | Chung kết              |
| Cao Minh Tiến        | Nhà thiết kế                                                                                                   | Thành viên           | Chung khảo             |
| Vũ Tự Long           | Nghệ sĩ nhân dân                                                                                               | Thành viên           | Sơ khảo                |
| Nguyễn Thị Huyền     | Hoa hậu Việt Nam 2004 Top 15 Hoa hậu Thế giới 2004                                                             | Thành viên           | Sơ khảo miền Bắc       |
| Đỗ Thị Hà            | Hoa hậu Việt Nam 2020 Top 13 Hoa hậu Thế giới 2021                                                             | Thành viên           | Sơ khảo miền Bắc       |
| Lê Nguyễn Ngọc Hằng  | Á hậu 2 Hoa hậu Liên lục địa 2023 Á hậu 2 Hoa hậu Việt Nam 2022                                                | Thành viên           | Sơ khảo miền Nam       |
| Phạm Ngọc Phương Anh | Á hậu 1 Hoa hậu Việt Nam 2020                                                                                  | Thành viên           | Sơ khảo miền Nam       |
| Lê Xuân Sơn          | Nguyên Tổng Biên tập Báo Tiền Phong                                                                            | Cố vấn ban giám khảo | Tất cả                 |

## Thí sinh tham gia

### Top 25 thí sinh chung kết
| SBD | Họ và tên thí sinh    | Năm sinh | Chiều cao              | Quê quán              | Thành tích                               |
| --- | --------------------- | -------- | ---------------------- | --------------------- | ---------------------------------------- |
| 119 | Võ Thị Thanh Bình     | 2005     | 1,70 m (5 ft 7 in)     | Quảng Trị             |                                          |
| 131 | Nguyễn Mai Phương     | 2000     | 1,68 m (5 ft 6 in)     | Yên Bái               |                                          |
| 135 | Hoàng Thị Tú Anh      | 2003     | 1,68 m (5 ft 6 in)     | Nghệ An               |                                          |
| 136 | Nguyễn Thị Vân Nhi    | 2005     | 1,74 m (5 ft 8+1⁄2 in) | Hải Phòng             | Á hậu 2 Người đẹp được yêu thích nhất    |
| 146 | Bùi Thùy Nhiên        | 2002     | 1,72 m (5 ft 7+1⁄2 in) | Vĩnh Long             | Top 10                                   |
| 220 | Trần Ngọc Châu Anh    | 2003     | 1,70 m (5 ft 7 in)     | Hà Nội                | Á hậu 1                                  |
| 238 | Nguyễn Phương Nhi     | 2003     | 1,71 m (5 ft 7+1⁄2 in) | Huế                   | Top 10 Đại sứ Nhân ái                    |
| 362 | Nguyễn Phương Chi     | 2005     | 1,69 m (5 ft 6+1⁄2 in) | Hà Nội                |                                          |
| 531 | Đoàn Thị Diệu Huyền   | 2003     | 1,69 m (5 ft 6+1⁄2 in) | Quảng Trị             | Top 15                                   |
| 547 | Hoàng Thị Hiền Nhi    | 2005     | 1,78 m (5 ft 10 in)    | Yên Bái               | Top 15                                   |
| 564 | Võ Đoàn Bảo Hà        | 2002     | 1,70 m (5 ft 7 in)     | Đồng Nai              |                                          |
| 588 | Trần Minh Thu         | 2005     | 1,75 m (5 ft 9 in)     | Kon Tum               | Top 15                                   |
| 613 | Lê Hoàng Khánh Linh   | 2005     | 1,69 m (5 ft 6+1⁄2 in) | Tuyên Quang           |                                          |
| 615 | Hà Thị Giang Thanh    | 2002     | 1,74 m (5 ft 8+1⁄2 in) | Quảng Ninh            |                                          |
| 625 | Nguyễn Hoàng Mỹ Vân   | 1999     | 1,68 m (5 ft 6 in)     | Thành phố Hồ Chí Minh | Top 10 Đại sứ Truyền thông và Nghệ thuật |
| 637 | Nguyễn Thanh Thảo     | 2006     | 1,71 m (5 ft 7+1⁄2 in) | Hà Nội                |                                          |
| 658 | Trần Thị Huyền Cơ     | 2003     | 1,72 m (5 ft 7+1⁄2 in) | Nghệ An               | Top 15                                   |
| 687 | Hà Trúc Linh          | 2004     | 1,71 m (5 ft 7+1⁄2 in) | Phú Yên               | Hoa hậu Việt Nam 2024                    |
| 856 | Đinh Hoàng Linh Đan   | 2003     | 1,75 m (5 ft 9 in)     | Đà Nẵng               | Top 10 Đại sứ Thể thao và Thời trang     |
| 870 | Hồ Ngọc Phương Linh   | 2004     | 1,73 m (5 ft 8 in)     | Hà Tĩnh               | Top 5                                    |
| 882 | Phạm Thị Thanh Xuân   | 2005     | 1,72 m (5 ft 7+1⁄2 in) | Huế                   | Top 15                                   |
| 926 | Nguyễn Thị Thu Hằng   | 2006     | 1,75 m (5 ft 9 in)     | Thanh Hóa             | Top 10                                   |
| 934 | Lê Thị Mỹ Dung        | 2001     | 1,66 m (5 ft 5+1⁄2 in) | Kiên Giang            |                                          |
| 964 | Phùng Thị Hương Giang | 2004     | 1,74 m (5 ft 8+1⁄2 in) | Thanh Hóa             |                                          |
| 983 | Phạm Thùy Dương       | 2003     | 1,71 m (5 ft 7+1⁄2 in) | Hà Nội                | Top 5 Đại sứ Du lịch và Môi trường       |

### Top 32 thí sinh chung khảo
| SBD | Họ và tên thí sinh  | Năm sinh | Chiều cao              | Quê quán   |
| --- | ------------------- | -------- | ---------------------- | ---------- |
| 543 | Trịnh Vũ Hồng Duyên | 2004     | 1,72 m (5 ft 7+1⁄2 in) | Thanh Hóa  |
| 642 | Ngô Thị Thanh Vân   | 2005     | 1,70 m (5 ft 7 in)     | Ninh Bình  |
| 836 | Nguyễn Thị Ngọc Như | 2004     | 1,72 m (5 ft 7+1⁄2 in) | Tiền Giang |
| 840 | Lê Thị Ngọc Ánh     | 2002     | 1,80 m (5 ft 11 in)    | Huế        |
| 910 | Trịnh Quỳnh Trang   | 2003     | 1,74 m (5 ft 8+1⁄2 in) | Quảng Ninh |
| 927 | Lê Đoàn Kiều Trinh  | 2005     | 1,69 m (5 ft 6+1⁄2 in) | Ninh Bình  |
| 975 | Hoàng Quý Lan       | 2003     | 1,72 m (5 ft 7+1⁄2 in) | Cao Bằng   |

### Top 41 thí sinh chung khảo[10]
| SBD | Họ và tên thí sinh | Năm sinh | Chiều cao              | Quê quán              |
| --- | ------------------ | -------- | ---------------------- | --------------------- |
| 138 | Đặng Ngọc Bảo Nhi  | 2006     | 1,68 m (5 ft 6 in)     | Đà Nẵng               |
| 196 | Nguyễn Thị Yến Vy  | 2005     | 1,66 m (5 ft 5+1⁄2 in) | Ninh Thuận            |
| 319 | Hồ Yến Linh        | 2004     | 1,70 m (5 ft 7 in)     | Hà Nội                |
| 330 | Nguyễn Thu Thảo    | 2005     | 1,78 m (5 ft 10 in)    | Thái Nguyên           |
| 538 | Ngô Trần Hải Yến   | 2004     | 1,77 m (5 ft 9+1⁄2 in) | Thành phố Hồ Chí Minh |
| 644 | Nguyễn Đỗ Vũ Yến   | 2004     | 1,73 m (5 ft 8 in)     | Tiền Giang            |
| 824 | Nguyễn Ngọc Anh    | 2006     | 1,68 m (5 ft 6 in)     | Hải Phòng             |
| 831 | Trần Thị Hồng Hải  | 2004     | 1,72 m (5 ft 7+1⁄2 in) | Tuyên Quang           |
| 838 | Hà Thu Trang       | 2003     | 1,69 m (5 ft 6+1⁄2 in) | Cao Bằng              |

## Thông tin thí sinh
- Hà Trúc Linh: Hoa khôi Nét đẹp sinh viên Đại học Tài chính - Marketting 2023.
- Phạm Thùy Dương: Top 6 Hoa khôi Đại học Ngoại thương 2022 cùng giải phụ (Top 12 Người đẹp Duyên dáng, Người đẹp trình diễn tốt nhất, Top 5 Người đẹp Tài năng), Top 15 Hoa hậu Hòa bình Việt Nam 2022 cùng giải phụ Top 18 We re Diamond by Diamond Fitness Center.
- Bùi Thùy Nhiên: Top 71 Hoa hậu Hoàn vũ Việt Nam 2022, Á khôi 1 Hoa khôi Nam Bộ 2022.
- Đoàn Thị Diệu Huyền: Á khôi 2 Hoa khôi Nữ sinh Thanh lịch Trường THPT Thị xã Quảng Trị 2019, Hoa khôi Trường Đại học Công nghệ Thông tin & Truyền thông Việt – Hàn 2024, Á khôi 2 Hoa khôi Đại học Đà Nẵng 2024 cùng giải phụ Người đẹp Áo Dài.
- Trần Thị Huyền Cơ: Á khôi Nét đẹp sinh viên Đại học Tài chính - Marketting 2023.
- Hà Thị Giang Thanh: Top 5 Hoa khôi Sinh viên Việt Nam 2023, Top 30 Hoa hậu Quốc gia Việt Nam 2024.
- Hồ Yến Linh: Top 20 Hoa hậu Sinh viên Việt Nam 2024, Top 5 Hoa khôi Mỹ thuật Kỹ thuật Công nghiệp 2024.
- Nguyễn Mai Phương: Á khôi 1 Nữ Thanh niên Duyên dáng tỉnh Yên Bái 2019, Hoa khôi Đại học Dược 2023, Top 5 Hoa hậu Du lịch Việt Nam 2024.
- Ngô Thị Thanh Vân: Á khôi 1 Người đẹp Hoa Lư 2024, Á khôi 1 Hoa khôi Sinh viên Đại học Văn hóa Hà Nội 2024, Hoa khôi Học sinh Thanh lịch Trường THPT Ngô Thì Nhậm 2024.
- Phùng Thị Hương Giang: Top 20 Hoa hậu Thế giới Việt Nam 2023 cùng giải phụ Top 5 Người đẹp Biển.
- Lê Thị Ngọc Ánh: Á quân 1 Tỏa sáng cùng Đại học Sư phạm Huế 2019, Top 15 Hoa khôi Đại học Huế 2020, Top 5 Hoa khôi HUTECH 2023 cùng giải phụ Người đẹp Tài năng, Top 40 Hoa hậu Hòa bình Việt Nam 2024.